# Neorhodella
Neorhodella nom. inval., monotipski rod crvenih algi iz porodice Glaucosphaeraceae. Jedina vrsta je morska alga N. cyanea  iz Mediterana (Francuska).

## Sinonim
- Rhodella cyanea C.Billard & J.Fresnel 1986